# 巴沙洛繆·羅伯茨
巴沙洛繆·羅伯茲（英語：Bartholomew Roberts，1682年5月17日—1722年2月10日），出生名約翰·羅伯茲（英語：John Roberts），是一位著名的威爾士海盜，因外表英俊，溫文有禮，而又被稱為「黑色准男爵」（Black Bart）。

## 生平

### 出道
羅伯茲原本在商船上工作，其船隊主要是販賣黑奴，1719年，羅伯茲的船隊被海盜戴維斯洗劫，羅伯茲因此加入了戴維斯的海盜團隊，由於羅伯茲和戴維斯皆是威爾士人，加上羅伯茲的精明才幹，羅伯茲很快就當上戴維斯的左右手，但羅伯茲入伙後不久，戴維斯則在非洲的畿內亞海灣被殺死，羅伯茲此時則被推選為船長，帶領海盜團。

### 戰績
羅伯茲當上船長後，先在戴維斯遇害的地方報仇，然後沿著非洲沿岸一路南下，搶劫商船組成的船隊，接著進入加勒比海，向北駛往紐芬蘭，搶劫那些橫渡北大西洋的船隊。1720年，羅伯茲成功偷襲了一艘停泊在巴西其中一個港口的葡萄牙商船，結果大獲全勝，劫去了船上的貨物，並將擄走的商船改裝成戰船，取名為「皇家幸運號」（Royal Fortune）。在短短4年間，共打劫了400多艘船隻。

### 戰死
1722年2月5日，皇家海军斯沃洛号（Swallow）的船长查洛纳·欧格尔和罗伯茲的海盗船在洛佩斯角遭遇。欧格尔为了躲避一处浅滩而选择将船掉头，海盗们还以为这是一艘想逃跑的商船，便追了上去。
欧格尔开炮还击，10名海盗被杀，乘着漫游者号的海盗们降旗投降。2月10日，斯沃洛号再次前往洛佩斯角。在前一天罗伯茲刚刚捕获了一艘叫“尼普顿号”（Neptune）的船，船员们为了庆功喝得大醉。罗伯茲误把斯沃洛号看成了漫游者号，结果和斯沃洛号接触后，被其葡萄弹击毙。但是他的尸首並沒有被俘获，他的船员按照他生前立下的愿望，将他的尸体投入了茫茫大海中。

## 特徵
羅伯茲打破了一般人對海盜的形象，羅伯茲是個溫厚的紳士，他有著英俊的外表，經常身穿高貴的紅色馬甲及馬褲，帽子上亦插著紅色羽毛，腰間插著兩把火槍，並佩有寶劍。除此之外，羅伯茲沒有賭博酗酒的習慣，他喜歡品嚐清茶。而且他是個虔誠的基督徒，會按時按候做禮拜，他更會勸船上的船員一同信奉基督教。

## 海盜戒律
羅伯茲除了其搶劫傳奇為人稱道外，其為旗下海盜所訂立的十一條海盜戒律，更被稱為18世紀的民主先鋒。
1. 對日常的一切事務每個人都有平等的表決權，但須遵守船長的命令
2. 偷取同夥財物的人要被遺棄在荒島上
3. 嚴禁在船上賭博
4. 晚上8點準時熄燈
5. 不許佩帶不乾淨的武器，每個人都要時常擦洗自己的槍和刀
6. 不許攜帶兒童上船，勾引婦女者死
7. 臨陣逃脫者死
8. 嚴禁私鬥，但可以在有公證人的情況下決鬥，殺害同伴的人要和死者綁在一起扔到海裏去
9. 在戰鬥中殘廢的人可以不幹活留在船上，並從“公共儲蓄”裏領800塊西班牙銀幣。
10. 分戰利品時，船長拿全部財物的15%，一名水手長、一名木匠和一名武裝水手合起來分12.5%
11. 音樂家們要在安息日時休息，但在剩下六個日子中，沒有其他的特別優待[6][7]

## 外部連結
- PiratesInfo.com上的傳記 （页面存档备份，存于）
- 羅伯茲的傳記，存档于（存檔日期 2009-10-28）
- 巴索羅繆·羅伯茲的傳記 （页面存档备份，存于）
- BBC的文章 Archive.today的存檔，存档日期2007-10-21
- Famous Welsh.com上的文章